# Vepřsko
Vepřsko (363 m n. m.) je vrch v okrese Mladá Boleslav Středočeského kraje, v CHKO Český ráj. Leží asi 1 km severovýchodně od obce Branžež na stejnojmenném katastrálním území. Vepřsko je součástí přírodní rezervace Příhrazské skály.
Jižní částí Vepřska prochází též přerušovaná neovulkanická žíla limburgitu, která vytváří hřbet pokračující odtud zejména vsv. směrem.

## Geomorfologické zařazení
Vrch náleží do celku Jičínská pahorkatina, podcelku Turnovská pahorkatina, okrsku Vyskeřská vrchovina, podokrsku Příhrazská vrchovina a Slivické části.

## Přístup
Automobilem lze nejblíže přijet po silnici Branžež – Zakopaná k odbočení žluté turistické značky. Ta vrch jen obchází z jižní a západní strany. Na vrchol je třeba dojít libovolnou trasou. Na jihovýchodním travnatém svahu nad samotou Vepřsko je výhled do Srbské kotliny s Komárovským rybníkem.